# Жизнь в мотеле (фильм)
«Жизнь в мотеле» (англ. The Motel Life) — американский драматический фильм 2012 года, созданный режиссёрами Аланом и Гейбом Польски (братьями Польски) по мотивам одноименного романа Вилли Влотена.

## Сюжет
Два брата Фрэнке и Джерри Ли ещё в детстве лишились матери, а их только что вышедший из тюрьмы отец не мог за ними следить. Несовершеннолетние братья вынуждены поселиться в маленьком мотеле и заботиться друг о друге. Вечерами братья придумывают разные истории с их участием, чтобы не падать духом. Так проходит несколько лет до того момента, когда Джерри Ли, изрядно выпивший, случайно сбивает велосипедиста, выпрыгнувшего на проезжую часть. В результате аварии мальчик погибает. Понимая, что словам Джерри Ли никто не поверит, Френки продает последнее, что осталось от отца - раритетное ружье, собирает все вещи из мотеля, забирает из больницы брата и они уезжаю прочь из города, надеясь, что полиция их не найдет.

## В ролях
- Эмиль Хирш — Фрэнк Флэнниган
  - Эндрю Ли — 14-летний Фрэнк
- Стивен Дорф — Джерри Ли Флэнниган
  - Гаррет Бэкстром — 16-летний Джерри
- Дакота Фэннинг — Энни Джеймс
- Крис Кристофферсон — Эрл Херли
- Джошуа Леонард — Томми
- Дейтон Калли — дядя Гарри
- Ной Харпстер — Эл Кэйси
- Дженика Бергер — Полли Флинн

## Номинации и награды
Римский кинофестиваль (2012)
- Номинация на «Золотого Марка Аврелия»
- Премия Итальянской ассоциации монтажёров кино и телевидения
- Премия за лучший сценарий
- Премия зрительских симпатий[2]

Международный кинофестиваль в Чикаго (2013)
- Номинация на премию зрительских симпатий

## Критика
Фильм получил положительные отзывы кинокритиков. На сайте Rotten Tomatoes фильм имеет рейтинг 71 % на основе 38 рецензий со средним баллом 6,2 из 10. На сайте Metacritic фильм имеет оценку 61 из 100 на основе 19 рецензий критиков, что соответствует статусу «в целом положительные отзывы».